# 小田野直武

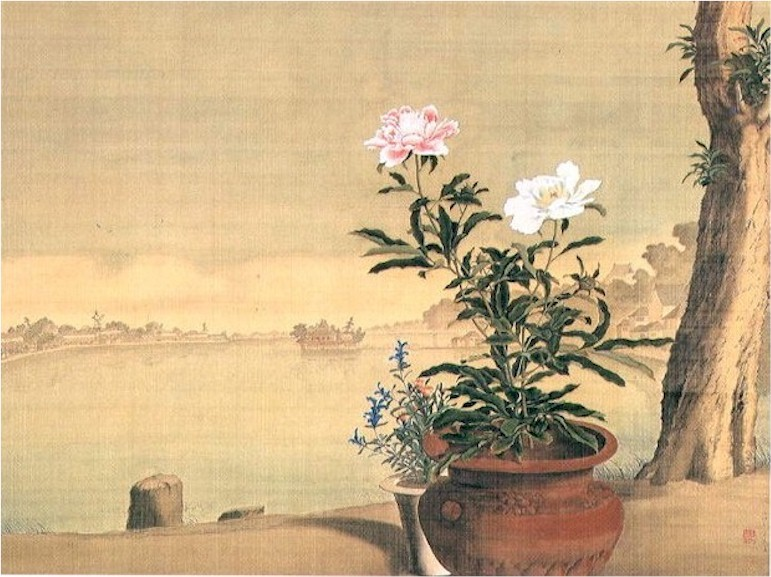
小田野直武『東叡山不忍池』（1770年代） 秋田県立近代美術館所蔵

小田野 直武（おだの なおたけ、寛延2年12月11日（1750年1月18日） - 安永9年5月17日（1780年6月19日））は、江戸時代中期の画家。秋田藩士。平賀源内から洋画を学び、秋田蘭画と呼ばれる一派を形成した。

## 生涯

### 生い立ち

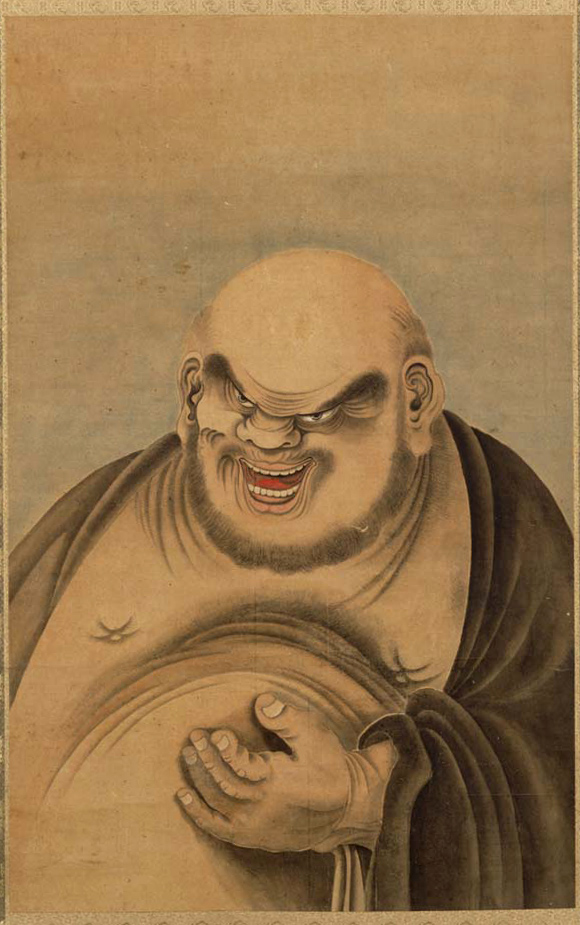
布袋

直武は秋田藩角館裏町（現：秋田県仙北市角館町）に生まれる。幼名は長治、通称は武助。角館は、佐竹家の分家である佐竹北家が治める城下町であった。直武の生まれた小田野家は、佐竹北家の家臣であり佐竹本家から見れば陪臣であったとする説もあるが、当時の日記類に従えば、佐竹本家の直臣で佐竹北家の「与下給人」（組下給人とも）であったと見られる。幼少より絵を好み、浮世絵風の美人画も描く。やがて絵の才能が認められ、藩絵師武田円碩から狩野派を学び、佐竹北家の当主・佐竹義躬、秋田藩主・佐竹義敦（佐竹曙山）の知遇を受ける。

### 平賀源内との出会い
安永2年（1773年）7月、秋田藩主佐竹義敦に招かれて鉱山開発の指導を行うため、阿仁鉱山に向かう途中の平賀源内が角館に立ち寄り、直武と出会う。一説には、宿の屏風絵に感心した源内が、作者である直武を呼んだという。
源内は直武に西洋画を教えた。この際、「お供え餅を上から描いてみなさい」と直武に描かせてみせ、輪郭で描く日本画では立体の表現は難しく、西洋絵画には陰影の表現があるのでそれができると教えたという逸話がよく知られているが、これは後代の創作との見方が強い。源内自身は「素人としては上手」という程度の画力であるが、遠近法、陰影法などの西洋絵画の技法を直武に伝えた。
なお、源内は角館の次に立ち寄った上桧木内（秋田県仙北市西木町）では、子供たちに熱気球の原理を応用した遊びを教えたとされており、これが伝統行事上桧木内の紙風船上げの起源と言われている
同年10月、源内は江戸へ帰ったが、12月に、直武は「銅山方産物吟味役」を拝命して江戸へ上り、源内の所に寄寓する。

### 『解体新書』を描く

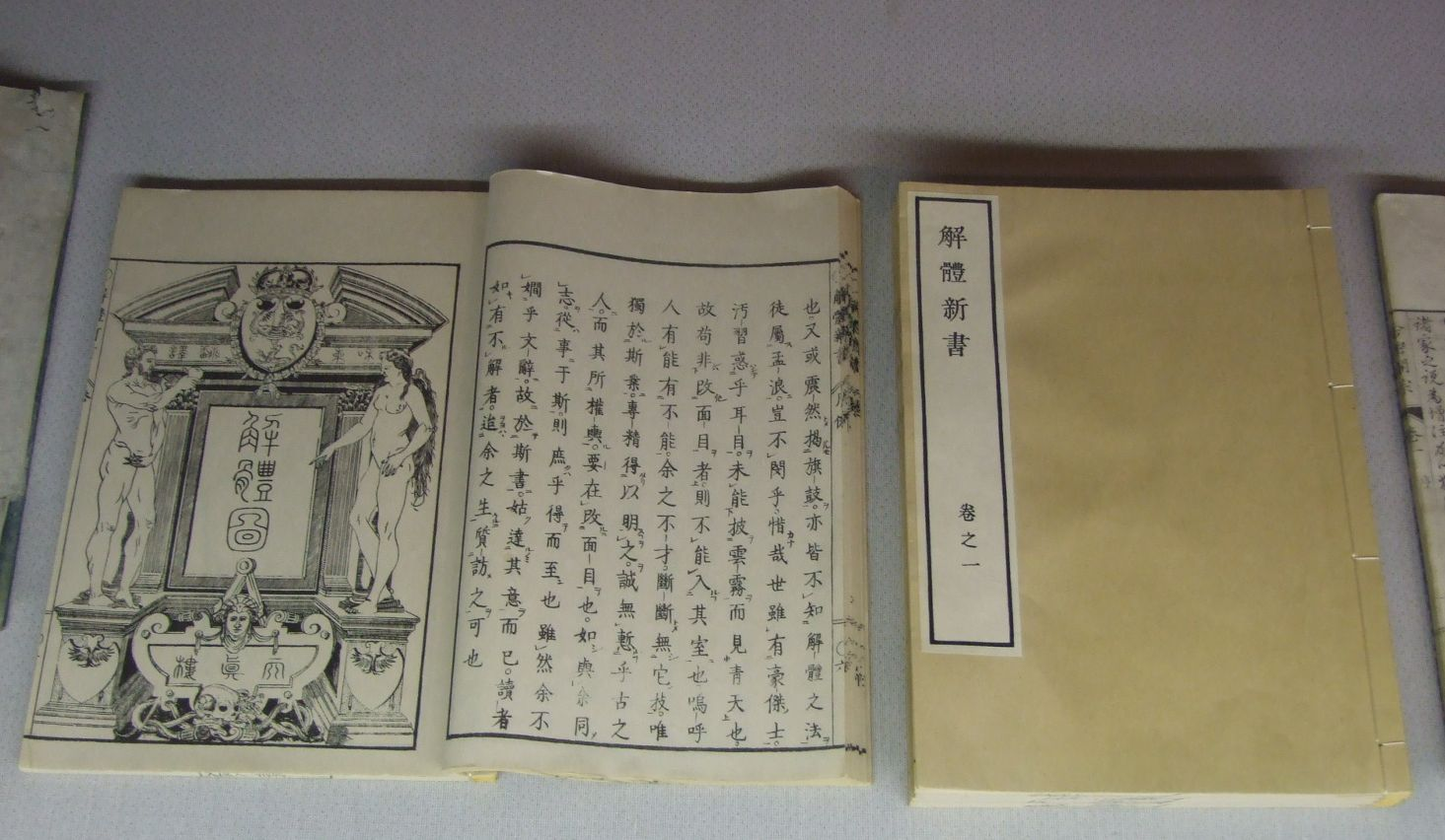
適塾所蔵『解体新書』

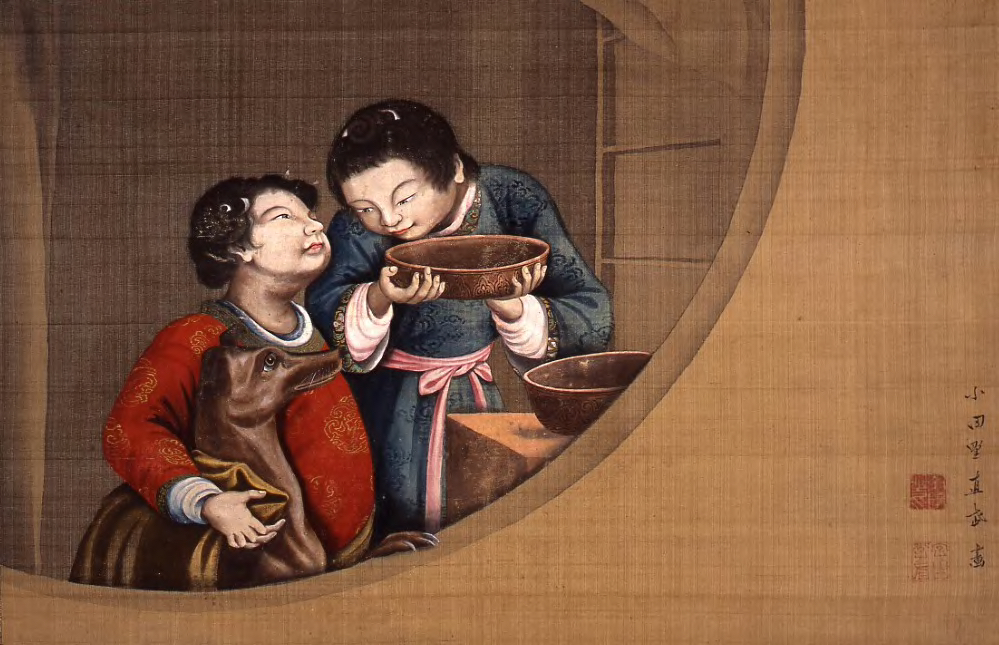
小田野直武『児童愛犬図』（1770年代） 秋田市立千秋美術館所蔵

そのころ、前野良沢・杉田玄白らによる『解体新書』の翻訳作業が行われていた。図版を印刷するため、『ターヘル・アナトミア』などの書から大量に図を写し取る必要があった。玄白と源内は親友であり、おそらく源内の紹介によって、直武がその作業を行うこととなる。
実は既に安永2年（1773年）中に、『解体新書』の予告編である『解体約図』が発行されており、その図は熊谷儀克が描いていた。『約図』と『新書』の図を比べると、やはり直武による『新書』の方が、陰影表現の点で優れている。
直武は『解体新書』の序文に「下手ですが、断りきれないので描きました…」といった謙虚なことを書いている。
彼の業績は渓斎英泉の『枕文庫』などに結実する。

### 秋田蘭画の形成
直武は源内のもとで、西洋絵画技法を自己のものとし、日本画と西洋画を融合した画風を確立していく。安永6年（1777年）12月に秋田藩に帰国し、洋画指導者として佐竹曙山や佐竹義躬に対し絵の指導を行った。この3人が中心になった一派が「秋田蘭画」または秋田派と呼ばれることになる。
のちに日本初の銅版画を作り出す司馬江漢もこのころ直武に絵を習ったようである。

### 死
藩主・佐竹曙山のお小姓格なった直武は、安永7年（1778年）10月に曙山の参勤に従って、再び江戸に上った。
安永8年（1779年）11月に源内が刃傷事件をおこし投獄され、直後に直武は突然の遠慮謹慎を申し渡され角館へ帰る。おそらくは、藩がかかわりあいになるのを恐れての処置と推測されている。ただし、直武の帰藩は刃傷事件の前だとする説もある。失脚の原因については、他に直武が陪臣から直臣に取り立てられたにもかかわらず旧主佐竹義躬を慕う態度が藩主佐竹曙山の怒りに触れたとする新野直吉の説があるが異論もある。
遠慮が赦免されたのが安永9年（1780年）5月16日だったが、翌日17日に急死した。享年32（満30歳没）。死因は不明。病死や暗殺、あるいは政治的陰謀による切腹など諸説ある。角館には死の間際に直武が着ていたとされる血の付いた着物が今も残っている。
墓所は秋田県仙北市角館の松庵寺。法名は「絶学源真」。

## 代表作
- 東叡山不忍池図（秋田県立近代美術館） 1幅 岩絵の具 顔彩 絹本著色 重要文化財
- 唐太宗・花鳥山水図（秋田県立近代美術館） 3幅対 岩絵の具 顔彩 絹本著色 1770年代 重要文化財
- 笹に白兎図（秋田市立千秋美術館）
- 岩に牡丹図（秋田県立近代美術館） 1幅 岩絵の具 顔彩 1770年代 紙本著色

## 関連作品

### 小説
- 城野隆『風狂の空 平賀源内が愛した天才絵師』祥伝社、2009年8月29日。ISBN 978-4396633233。

### 漫画
- みなもと太郎『風雲児たち』潮出版社→リイド社
- 碧也ぴんく『非常ノヒト 鬼外カルテ其ノ拾四』全3巻、新書館

### テレビ番組
- シリーズ輝石の詩file.7『解体新書を描いた男～秋田蘭画と小田野直武～』 (2012年11月、秋田朝日放送)

### 舞台
- ミュージカル『げんないー直武を育てた男』 (わらび座)[9]